# Paweł Fajdek
Paweł Fajdek (Świebodzice, 4 juni 1989) is een Poolse atleet, die gespecialiseerd is in het kogelslingeren. Hij werd vijfmaal wereldkampioen en eenmaal Europees kampioen in deze discipline. Ook nam hij driemaal deel aan de Olympische Spelen, maar won bij die gelegenheid enkel een bronzen medaille in 2021.

## Biografie

### Jeugd
De internationale loopbaan van Fajdek ving aan in 2008, toen hij voor Polen deelnam aan de wereldjuniorenkampioenschappen in eigen land, Bydgoszcz, waar hij bij het kogelslingeren met de 6 kg-kogel op een vierde plaats en dus net naast het erepodium eindigde. Een jaar later werd hij met de 7,26 kg-kogel achtste bij de Europese kampioenschappen voor neo-senioren. Bij de Poolse seniorenkampioenschappen van 2009 werd hij voor het eerst derde, welke prestatie hij een jaar later herhaalde. Het was het jaar waarin hij zich verder verbeterde naar 76,07 m; hiermee klom hij op naar de 35e plaats op de wereldranglijst.

### Eerste successen
Zijn eerste internationale successen behaalde Fajdek in 2011. De kogelslingeraar werd dat jaar in Ostrava Europees kampioen bij de neosenioren en slingerde zich bovendien op de universiade in het Chinese Shenzhen met 78,14 naar de overwinning. Die laatste titel zou hij in de jaren die volgden tot tweemaal toe prolongeren.
In 2012 slaagde Paweł Fajdek er in de aanloop naar de Olympische Spelen in Londen tot tweemaal toe in om de 80 metergrens te passeren. De eerste keer gelukte hem dit tijdens de wedstrijden om de Golden Spike in Otrava, waar hij tot 80,36 kwam en achter de Hongaar Krisztián Pars (eerste met 82,28). Later kwam hij bij een wedstrijd in Montreuil tot 81,39. het maakte hem op slag tot een van de favorieten voor eremetaal op de Spelen. Zijn olympisch debuut in Londen eindigde echter in een deceptie. Tijdens de kwalificatieronde wist hij geen geldige poging te produceren, waardoor hij op slag was uitgeschakeld.

### Goud op WK, zilver en goud op EK
Veel beter verging het Fajdek bij de wereldkampioenschappen van 2013 en 2015. Bij die gelegenheden veroverde hij de wereldtitel. Bij het tussenliggende kampioenschap, de Europese kampioenschappen in Zürich, 2014 was het echter weer de Hongaar Pars, die hij in 2013 op de WK in Moskou had verslagen, die aan het langste eind trok. Pars werd ditmaal met 82,69 eerste, Fajdek met 82,05 tweede.
Op de EK van 2016 in Amsterdam liet de Pool echter geen enkel misverstand bestaan over zijn ambities. Bij afwezigheid van zijn Hongaarse rivaal versloeg hij met een beste poging van 80,93 de Wit-Rus Iwan Zichan (zilver; 78,84) en zijn landgenoot Wojciech Nowicki (brons; 77,53). Op de Olympische Spelen van 2016 in Rio de Janeiro sneuvelde hij in de kwalificatieronde met een beste poging van 72,00. Maar bij de WK's van 2017 en 2019 sloeg hij opnieuw toe en wist hier wederom goud te behalen met afstanden van respectievelijk 79,81 en 80,50. In het tussenliggende jaar was het op de EK in Berlijn evenwel Nowicki, die Fajdek wist te verslaan met een 80 meter worp.
Fajdek studeert aan de Academy of Sport Education in Warschau. Hij is aangesloten bij Agros Zamość. Hij traint bij Czesław Cybulski, die ook trainer is van Szymon Ziółkowski en Anita Włodarczyk.

## Titels
- Wereldkampioen kogelslingeren - 2013, 2015, 2017, 2019, 2022
- Europees kampioen kogelslingeren - 2016
- Universitair kampioen kogelslingeren - 2011, 2013, 2015
- Pools kampioen kogelslingeren - 2012, 2014, 2015, 2016
- Europees kampioen U23 kogelslingeren - 2011

## Palmares

### kogelslingeren
- 2008: 4e WJK (6 kg) - 75,31 m
- 2009:  Poolse kamp. - 70,96 m
- 2009: 8e EK U23 - 68,70 m
- 2010:  Poolse kamp. - 73,85 m
- 2011:  Poolse kamp. - 77,87 m
- 2011:  EK U23 - 78,54 m
- 2011:  universiade - 78,14 m
- 2011: 11e WK - 75,20 m
- 2012:  Poolse kamp. - 80,32 m
- 2012: NM in kwal. OS
- 2013:  Poolse kamp. - 74,22 m
- 2013:  Universiade - 79,99 m
- 2013:  WK - 81,97 m
- 2013:  Jeux de la Francophonie in Nice - 78,28 m
- 2014:  Poolse kamp. - 81,40 m
- 2014:  EK - 82,05 m
- 2014:  IAAF Continental Cup - 78,05 m
- 2015:  Poolse kamp. - 79,74 m
- 2015:  Universiade - 80,05 m
- 2015:  WK - 80,88 m
- 2016:  Poolse kamp. - 81,87 m
- 2016:  EK - 80,93 m
- 2016: 7e in kwal. OS - 72,00 m
- 2017:  WK - 79,86 m
- 2018:  EK - 78,69 m
- 2019:  WK - 80,50 m

1983 Sergej Litvinov · 
1987 Sergej Litvinov · 
1991 Joeri Sedych · 
1993 Andrej Abduvalijev · 
1995 Andrej Abduvalijev · 
1997 Heinz Weis · 
1999 Karsten Kobs · 
2001 Szymon Ziółkowski · 
2003 Ivan Tsichan · 
2005 Ivan Tsichan ·
2007 Ivan Tsichan ·
2009 Primož Kozmus ·
2011 Koji Murofushi ·
2013 Paweł Fajdek ·
2015 Paweł Fajdek ·
2017 Paweł Fajdek ·
2019 Paweł Fajdek ·
2022 Paweł Fajdek ·
2023 Ethan Katzberg
- World Athletics: 14329266
- Nationale Bibliotheek van Polen: a0000002910483
- Virtual International Authority File: 311580955